# Gruda (Czarnogóra)
Gruda (cyr. Груда) – wieś w Czarnogórze, w gminie Danilovgrad. W 2011 roku liczyła 168 mieszkańców.